# برتهارت (کالیفرنیا)
برتهارت (به انگلیسی: Bret Harte) یک منطقهٔ مسکونی در ایالات متحده آمریکا است که در شهرستان استانیسلاس، کالیفرنیا واقع شده‌است. برتهارت ۱٫۴۳ کیلومتر مربع مساحت و ۵۱٬۴۸۱ نفر جمعیت دارد.